# 에이텍모빌리티
주식회사 에이텍모빌리티는 대한민국의 교통카드단말기 기업이다.
서울특별시 교통카드 시스템을 구축한 사업자로 티머니의 결제 단말기를 유지·보수한다
모회사인 에이텍의 최대주주 신승영가 이재명 대표와 친분이 있어 이재명 테마주로 시장에서 여겨지고 있다	금융자동화기기사업으로 금융기관 및 공공 기관에 납품하는 ATM, CD, TCR 등의 생산 및 판매를 하고 있다

## 역사
2015년 7월 17일에 에이텍의 교통카드솔루션사업 부문을 인적분할하여 설립되었다.
2017년에는 에이텍과 공동으로 LG CNS의 ATM 사업부문을 인수하였다.